# Ольсевичи (платформа)
Ольсе́вичи (бел. Альсевічы; до 2014 г. Кро́шино, бел. Кро́шына) — остановочный пункт в Барановичском районе, Брестской области. 

Железнодорожная платформа находится между остановочными пунктами Крошин и Пост № 1.
Раньше остановочный пункт Крошино был станцией, где было разворотное кольцо для паровозов. Поэтому туда приезжали паровозы со станций города Барановичи.
До 1999 года перрон был между путями, а не по бокам как сейчас. После перестройки полотна, пути главного хода сблизили.